# Miran Krmelj
Miran Krmelj, slovenski hokejist, * 23. februar 1941, Jesenice, † 2. marec 2009, Zagreb.
Krmelj je bil dolgoletni igralec hrvaškega kluba KHL Medveščak. Za reprezentanco Jugoslavije je igral na zimskih olimpijskih igrah v Innsbrucku leta 1964. 

## Pregled kariere
Odebeljeno - reprezentančni nastopi, glej tudi Statistika pri hokeju na ledu.
| Moštvo        | Liga               | Sezona |    | Redni del | Redni del | Redni del | Redni del | Redni del | Redni del |   | Končnica | Končnica | Končnica | Končnica | Končnica | Končnica |
| ------------- | ------------------ | ------ | -- | --------- | --------- | --------- | --------- | --------- | --------- | - | -------- | -------- | -------- | -------- | -------- | -------- |
| Moštvo        | Liga               | Sezona | OT | G         | P         | T         | +/-       | KM        | OT        | G | P        | T        | +/-      | KM       |          |          |
| KHL Medveščak | Jugoslovanska liga | 62/63  |    | 7         | 3         |           |           |           |           |   |          |          |          |          |          |          |
| KHL Medveščak | Jugoslovanska liga | 63/64  |    | 21        | 16        |           |           |           |           |   |          |          |          |          |          |          |
| Jugoslavija   | Olimpijske igre    | 64     |    | 5         | 0         | 0         | 0         |           | 0         |   |          |          |          |          |          |          |
| KHL Medveščak | Jugoslovanska liga | 64/65  |    | 27        | 16        |           |           |           |           |   |          |          |          |          |          |          |
| KHL Medveščak | Jugoslovanska liga | 65/66  |    | 21        | 6         |           |           |           |           |   |          |          |          |          |          |          |
| KHL Medveščak | Jugoslovanska liga | 66/67  |    | 30        | 16        |           |           |           |           |   |          |          |          |          |          |          |
| KHL Medveščak | Jugoslovanska liga | 67/68  |    | 29        | 23        |           |           |           |           |   |          |          |          |          |          |          |
| KHL Medveščak | Jugoslovanska liga | 68/69  |    | 36        | 9         |           |           |           |           |   |          |          |          |          |          |          |
| KHL Medveščak | Jugoslovanska liga | 69/70  |    | 31        | 13        |           |           |           |           |   |          |          |          |          |          |          |
| Skupaj        |                    |        |    | 207       | 102       | 0         | 0         |           | 0         |   |          |          |          |          |          |          |